# ولودیا گریگوریان (هنرپیشه)
ولودیا هاکوبی گریگوریان (ارمنی: Վոլոդյա Հակոբի Գրիգորյան؛  زادهٔ ۱۵ نوامبر ۱۹۲۶ - درگذشته ۶ نوامبر ۲۰۱۷) بازیگر سینما و تئاتر اهل ارمنستان بود. وی بین سال‌های - تا - میلادی فعالیت می‌کرد.

## زندگی‌نامه
وی در ۱۸ نوامبر ۱۹۲۵ یا ۱۵ نوامبر ۱۹۲۶ در آلاوردی یا، روستای هاگوی به دنیا آمد و از آکادمی دولتی هنرهای زیبای ارمنستان فارغ‌التحصیل گشت. وی در تئاتر آلاوردی، تئاتر برای مخاطبان نوجوان و تئاتر درماتیک وانادزور فعالیت می‌کرد. وی همچنین برنده جوایزی همچون هنرمند مردمی ارمنستان شوروی (۱۹۷۸)، هنرمند شایسته ارمنستان شوروی (۱۹۶۷)، جوایز آرتاوازد (۲۰۱۴) و شهروند افتخاری آلاوردی شد. وی در ۶ نوامبر ۲۰۱۷ در سن ۹۰ سالگی درگذشت